# Лутига дрібноцвіта
Лутига дрібноцві́та, лутига різнонасінна (Atriplex micrantha C.A.Mey.) — однорічна рослина родини амарантових.

## Загальна біоморфологічна характеристика
Однорічна трав'яниста рослина 50-100 см заввишки. Стебла прямостоячі, округлі, ребристі, з поздовжніми жовтуватими і зеленими смужками, від основи гіллясті, з гілками спрямованими косо вгору. Листки чергові, довгасто-трикутні, 5-9 см завдовжки, 4-5 см завширшки, при основі зазвичай з вушками, відставленими в сторони, цілокраї, тонкі або більш-менш м'ясисті. Квітки в клубочках, що сидять в пазухах майже всього листя і на кінцях гілок. Суцвіття — пірамідальна волоть. Приквітки у одних квіток округлі, дрібні, 2-3 мм завдовжки, з чорним насінням; у інших — великі, широкояйцевидні, до 1 см в діаметрі, з коричневим насінням. Цвіте у червні — серпні, плодоносить у серпні-вересні.
Фітоалерген.
Число хромосом 2n = 36.

## Поширення
Природним ареалом цього виду є північ Сіньцзян-Уйгурського автономного району Китаю, Казахстан, Росія (Західний Сибір), Південно-Західна Азія. Інтродукований у Східній (в тому числі в Україні) та Західній Європі, в Північній Америці, зокрема в Сполучених Штатах, де має місцеву назву «Російська лутига» (англ. Russian atriplex).

## Екологія
Мешкає у вологих сольових та лужних місцях, по берегам озер, на солончакових луках, засолених пустирях, в пустелях.